# Jack Gleeson
Jack Gleeson (Cork, 20 mei 1992) is een Iers acteur. Hij brak door als Joffrey Baratheon in de fantasyserie Game of Thrones.

## Carrière
Gleeson is geboren in Ierland. Toen hij zeven was begon hij te acteren in de "Independent Theatre Workshop". De eerste rollen van Gleeson waren kleinere rollen in Batman Begins (2005), Shrooms (2007) en A Shine of Rainbows (2009). In 2010 had hij een grotere rol te pakken in Alicia Duffy's All Good Children. De recensent van Variety magazine beschouwde Gleeson als de grote ontdekking.
In de eerste drie seizoenen van Game of Thrones had Gleeson een belangrijke hoofdrol te pakken.

## Filmografie
| Jaar      | Titel                 | Rol                     | Film of TV |
| --------- | --------------------- | ----------------------- | ---------- |
| 2002      | Reign of Fire         | Een kind                | Film       |
| 2002      | Moving Day            | Jack                    | Film       |
| 2003      | Fishtale              | Jongen met de grote vis | Film       |
| 2004      | Tom Waits Made Me Cry | Jonge Vincent           | Film       |
| 2005      | Batman Begins         | Jongetje                | Film       |
| 2007      | Shrooms               | Eenzame tweeling        | Film       |
| 2006-2008 | Killinaskully         | Pa Connors Jr.          | TV         |
| 2009      | A Shine of Rainbows   | Seamus                  | Film       |
| 2010      | All Good Children     | Dara                    | Film       |
| 2011-2014 | Game of Thrones       | Joffrey Baratheon       | TV         |
| 2012      | Chat                  | Adam                    | Film       |
| 2020      | Rebecca's Boyfriend   | Rory                    | Film       |
| 2025      | Safe Harbor           | Farrell Walsh           | TV         |
| 2025      | The Sandman           | Puck                    | TV         |

- Gemeinsame Normdatei: 1059836599
- International Standard Name Identifier: 0000 0003 6771 9709
- Library of Congress Control Number: no2012033144
- Nationale Bibliotheek van Israël: 987007335888905171
- Système universitaire de documentation: 260842184
- Virtual International Authority File: 233353138
- WorldCat: E39PBJdrDvX3f6tXVFQp3X6qcP